# Balamar Tentacles
Balamar Tentacles o Calamard (en anglès i originalment, Squidward Quincy Tentacles) és un personatge de ficció a la sèrie de dibuixos animats de televisió Bob Esponja del canal Nickelodeon. Té la veu de Rodger Bumpass a la versió original (doblada en català per Pep Sais). El personatge apareix en la majoria dels episodis de la sèrie.

## Paper a Bob Esponja
A diferència de la majoria dels personatges de la sèrie, en Balamar generalment està de mal humor, és mancat de tacte, sarcàstic, i narcisista. No li agraden moltes coses, incloent-hi els seus molests veïns Bob Esponja i Patrick i el seu treball al Krustaci Kruixent, i està constantment al marge dels ciutadans de Baixos de Bikini. A en Balamar li agrada tocar el seu clarinet (en un nivell elemental, amb freqüents notes perdudes i l'entonació pobres, tot i que en Balamar es considera ell mateix un prodigi musical brillant), la dansa moderna, l'art abstracte, la ràdio pública relaxant, selectes programes de televisió, i gairebé qualsevol altra cosa que considera "de luxe". No li agrada a ningú, excepte a la seva mare. A l'episodi Truth or Square, es va revelar que Balamar era una persona de nou feliç i relaxat amb un jardí secret, però canvia quan una pinya cau sobre ell i el seu jardí, i en Bob Esponja va comprar la "casa". Els anys d'irritació amb en Bob Esponja han canviat en Balamar fins a aconseguir el caràcter sarcàstic i rondinaire que té ara.
En Balamar va ser presentat en l'estrena de la sèrie, com el caixer del restaurant Krustaci Kruixent. Ha ocupat aquesta posició durant tota la sèrie, i serveix com el company de feina d'en Bob Esponja, que és cuiner de l'establiment. La seva casa és un cap de pedra tiki dissenyat per assemblar-se als Moai que es troben a l'Illa de Pasqua. Els "ulls" del cap tiki coincideixen en finestres de la casa, només en el segon pis. Dos acudits argumentals són que la seva casa es destrueix en gairebé tots els episodis on ha aparegut i sempre que ha buscat més prestigioses i lucratives carreres en les arts, ha fracassat en gran manera, ja que el seu rival, un personatge físicament similar, però molt més reeixit anomenat "Squilliam Fancyson," regularment triomfa cada vegada que apareix.

## Creació
La base de Bob Esponja va ser concebuda per Stephen Hillenburg, el 1984, mentre es dedicava a l'ensenyament i l'estudi de biologia marina a l'Institut Oceanogràfic de Dana Point, Califòrnia, on va escriure la historieta The Intertidal Zone, que va protagonitzar diverses formes antropomòrfiques de la vida marina, molts dels quals es convertirien en personatges de Bob Esponja.
Va deixar l'institut per convertir-se en animador el 1987, i més tard va estudiar al California Institute of the Arts el 1992. A l'institut, va fer la seva pel·lícula de tesi Wormholes (1992), que va portar a la seva contractació com a director, guionista, productor, artista del guió gràfic, i productor executiu de sèrie La vida moderna d'en Rocko pel creador Joe Murray. Va començar a desenvolupar la sèrie el 1996 després de La vida moderna d'en Rocko, i va llançar la sèrie per Nickelodeon el 1998 després d'obtindre'n l'autorització.
El creador Stephen Hillenburg va dissenyar Balamar amb un cap gran, bulbós per posar l'accent en la forma del cap dels pops, així com el gran ego del personatge.

### Nom
Encara que el personatge es diu Balamar, hi ha controvèrsia sobre si és un pop o un calamar, a causa de declaracions contradictòries entre el creador de l'espectacle i el lloc web oficial de Nickelodeon. El creador Stephen Hillenburg el va nomenar com a tal perquè el nom Octoward no era prou "enganxós", i llavors el va animar amb sis tentacles en lloc de vuit des de llavors. El nom original de Balamar (Squidward) és la fusió del substantiu Squid -calamar- amb el nom anglès Edward.
En l'episodi "Sweet and Sour Squidward", Plàncton crida: "Escolti, pop" a la cara d'en Balamar, confirmant que el considera un pop.

### Aparença
En Balamar és un cefalòpode humanoide de color verd blavós clar amb ulls grocs i pupil·les vermelles. Té sis braços, quatre dels quals s'utilitzen com les cames, i cada grup té diverses ventoses blaves a l'extrem. En Balamar té d'altres trets distintius: gran "nas" i un cap rodó i calb. En general, no porta pantalons, igual que l'Ànec Donald no porta pantalons. Apareix amb una llengua verda a la pel·lícula SpongeBob's Atlantis SquarePantis. Té una samarreta de color marró.
En alguns episodis llueix vestit formal o fins i tot de gala.

### Veu
La veu d'en Balamar en anglès és de Rodger Bumpass. En Balamar és conegut pel seu riure repetitiu característic. Arthur Brown, autor de Everything I Need to Know, I Learned from Cartoons!, va comparar la veu d'en Balamar amb la de Jack Benny. En català li posa veu Pep Sais.

### Ascendència
L'ascendència d'en Balamar s'ha explorat en diversos episodis, en l'episodi "Krab Borg" (la tercera temporada, 2002), esmenta a un pare, aquest personatge més tard fa la seva aparició en el llibre Hooray for Dads!, on es demostra que té una personalitat similar a la del seu fill.